# Papakura
Papakura ist eine ehemals eigenständige Stadt im Stadtgebiet des heutigen Auckland Council auf der Nordinsel von Neuseeland. Bis Ende Oktober 2010 war sie Verwaltungssitz des Papakura District, der am 1. November 2010 in den neu gebildeten Auckland Council eingegliedert wurde.

## Namensherkunft
Der Name der Stadt bedeutet in der Sprache der Māori so viel wie „Rote Ebene“, was auf die fruchtbaren Böden zurückzuführen war. Der Name entstand aus der Zusammensetzung von „papa“ für Ebene und „kura“ für die Farbe rot.

## Geographie
Das Stadtzentrum von Papakura befindet sich rund 29 km südsüdöstlich des Stadtzentrums von Auckland und rund 15 km nordnordöstlich von Pukekohe, am östlichen Ende des Pahurehure Inlet des Manukau Harbour, einem Naturhafen, der sich von hier aus nach Westen ausdehnt.
In der Stadt und dem Umland gibt es keine größeren Flüsse, sodass das Trinkwasser von den Regenwaldgebieten der Hunua Ranges, gut 13 km östlich der Stadt, bezogen werden muss. Zwischen den Bergen und dem Naturhafen liegt bzw. lag fruchtbares Ackerland. Mittlerweile wird der ehemals nur von der Landwirtschaft lebende Distrikt immer mehr von der sich nach Süden ausbreitenden Zersiedlung der Region von Auckland geprägt.

## Geschichte
1939 wurde in der Nähe der Stadt ein Militärcamp errichtet, das bis zu seiner Schließung von 1992 bis 2002, eine wichtige Funktion innerhalb der Neuseeländischen Armee hatte.

## Bevölkerung
Zum Zensus des Jahres 2013 zählte der zum Papakura Local Board Area zusammengefasste Stadtbereich 45.636 Einwohner, 9,8 % mehr als zur Volkszählung im Jahr 2006.

## Infrastruktur

### Straßenverkehr
Westlich der Stadt führt der Auckland-Hamilton-Highway, der auch Teil des von Nord nach Süd verlaufenden New Zealand State Highway 1 ist, vorbei und verbindet so die Stadt auf direktem Weg mit der City von Auckland.

### Schienenverkehr
Der Bahnhof von Papakura liegt an der North Island Main Trunk Railway und liegt mitten in der Stadt. Der Bahnhof ist auch ein Endpunkt für den S-Bahn-ähnlichen Verkehr aus Richtung Auckland.

## Persönlichkeiten
- Kareen Fleur Adcock (1934–2024), britisch-neuseeländische Dichterin und Übersetzerin
- John Walker (* 1952), Mittelstreckenläufer
- Peter Jackson (* 1964), Tischtennisspieler
- Stephen Donald (* 1983), Rugby-Spieler
- Kimberley Smith (* 1981), Mittel- und Langstreckenläuferin
- Kieran Read (* 1985), Rugby-Spieler